# Bradlecká Lhota
Bradlecká Lhota (deutsch: Lhota Bradletz) ist eine Gemeinde im Okres Semily, Liberecký kraj in Tschechien.
Der Ort wurde 1395 erstmals urkundlich erwähnt. 

## Lage
Der Ort liegt etwa sieben Kilometer südlich vom Ort Lomnice nad Popelkou. Bradlecká Lhota liegt nahe einer geologischen Bruchzone zwischen der Böhmischen Tafel und dem Gesteinsmassiv des Riesengebirgsvorlandes.